# Streptococcus agalactiae
Streptococcus agalactiae és un estreptococ del grup B (EGB), gram-positiu, catalasa negatiu, oxidasa negatiu, anaerobi facultatiu, caracteritzat per presentar el Sistema Lancefield, grup B d'antígens lancefield. Es pot trobar en l'aparell digestiu, urinari i genital dels adults. Encara que una infecció per EGB normalment no ocasiona problemes a les dones sanes abans d'uns embaràs, pot provocar una malaltia greu a la mare i al bebè durant la gestació i després del part.
Una de cada cinc dones embarassades té estreptococs del grup B en el recte o en la vagina. En aquestes dones, una infecció per EGB pot causar corioamnionitis (infecció greu de les membranes de la placenta. Les infeccions de l'aparell urinari causades per les EGB poden provocar contraccions prematures en una mare gestant fins al punt de causar un part prematur.
Els bebès acabats de néixer poden contraure la infecció per Streptococcus agalactiae durant l'embaràs o al passar pel tracte genital si el part és via vaginal. Els EGB són la causa més freqüent d'infeccions que posen en perill la vida dels nadons. En aquestes infeccions s'inclouen la pneumònia i la meningitis. Aproximadament un de cada 100 o 200 bebès que tenen mares infectades per estreptococs del grup B, desenvolupen símptomes de patologies causades per EGB. Gairebé el 75% dels casos d'infeccions per aquest estreptococ es presenta durant la primera setmana de vida i se la denomina malaltia de començament precoç. Els nadons prematurs són més susceptibles a la infeccions per EGB que els bebès que néixen en el terme normal d'embaràs.
La importància d'aquestes infeccions estan determinades per tres factors:
- La prevalença de la colonització materna per EGB en el moment del part: és molt variable arreu del món i també en diferents regions d'un mateix país. S'estima que als Estats Units i Regne Unit aquesta xifra està al voltant d'un 20%, a Dinamarca és d'un 10%, Argentina del 15 al 18% i a Espanya d'un 15%. A països en vies de desenvolupament es publiquen xifres com un 5% a l'Índia, Colòmbia un 2%, Perú 8%.

- Incidència de la infecció neonatal primerenca per EGB en nadons: és molt variable arreu del món. Als Estats Units a principis de la dècada dels noranta la incidència era d'1,7/1.000 nascuts vius. Després d'intenses campanyes de prevenció, deu anys més tard la incidència es reduí a 0,6/1.000 nadons nascuts vius.

- Mortalitat causada per infecció neonatal primerenca per EGB en nadons: aquesta xifra varia a Espanya entre el 5% i el 20%.

## Com s'evita la infecció neonatal
La infecció per EGB pot deixar greus seqüeles als nadons, com ceguesa, sordesa, paràl·lisi cerebral i retard d'aprenentatge. Afortunadament existeixen mètodes eficaços per prevenir aquesta gravísima infecció. Mitjançant la detecció de mares portadores d'Streptococcus agalactiae amb anàlisis de fluids vaginals i rectals, i una adequada profilaxi antibiòtica intrapart pot evitar-se la infecció per estreptococs beta hemolític grup B en nadons.
L'examen a les mares es pot realitzar entre les 35 i 37 setmanes de gestació mitjançant cultius de possibles colònies d'Streptococcus agalactiae localitzades al recte i a la vagina. Si la mare és positiva a EGB, s'administrarà antibiòtics intrapart.
Els especialistes recomanen a les dones que ja han parit un bebè amb infecció d'estreptococcus agalactiae que siguin tractades amb antibiòtics via intravenosa durant el següent part. També es recomana el tractament antibiòtic per a totes aquelles dones que, durant l'embaràs, hagin patit una infecció de les vies urinàries provocades per aquest eubacteri.
Un estudi publicat en el New England Journal of Medicine, va comparar els índexs de brots de la malaltia en nadons de mares que s'havien fet cultius durant l'embaràs amb els nadons de mares no avaluades. El resultat va ser que el risc d'un brot primerenc en els nadons de mares avaluades es reduïa a la meitat que en els nadons del grup de mares no avaluades.

## Tractaments per infecció d'Streptococcus agalactiae
El tipus de tractament per la infecció d'estreptococs del grup B es defineix d'acord en el moment que es detecta la presència del microorganisme. Es realitze dos tipus de tractament:
- si la infecció és detectada durant l'embaràs, es realitza un tractament amb antibiòtics per via oral durant les primeres etapes de gestació. La infecció es pot presentar com una infecció urinària o vaginitis simptomàtica.

- si la infecció és detectada les últimes setmanes d'embaràs s'indica un tractament preventiu d'antibiòtics durant el part.

A Espanya, Estats Units i el Canadà són alguns dels països que ja realitzen per norma cultius a totes les embarassades per detectar la presència d'aquest estreptococ. També es realitzen estratègies de prevenció i higiene per prevenir la infecció a totes les dones.